# Złote Tarasy

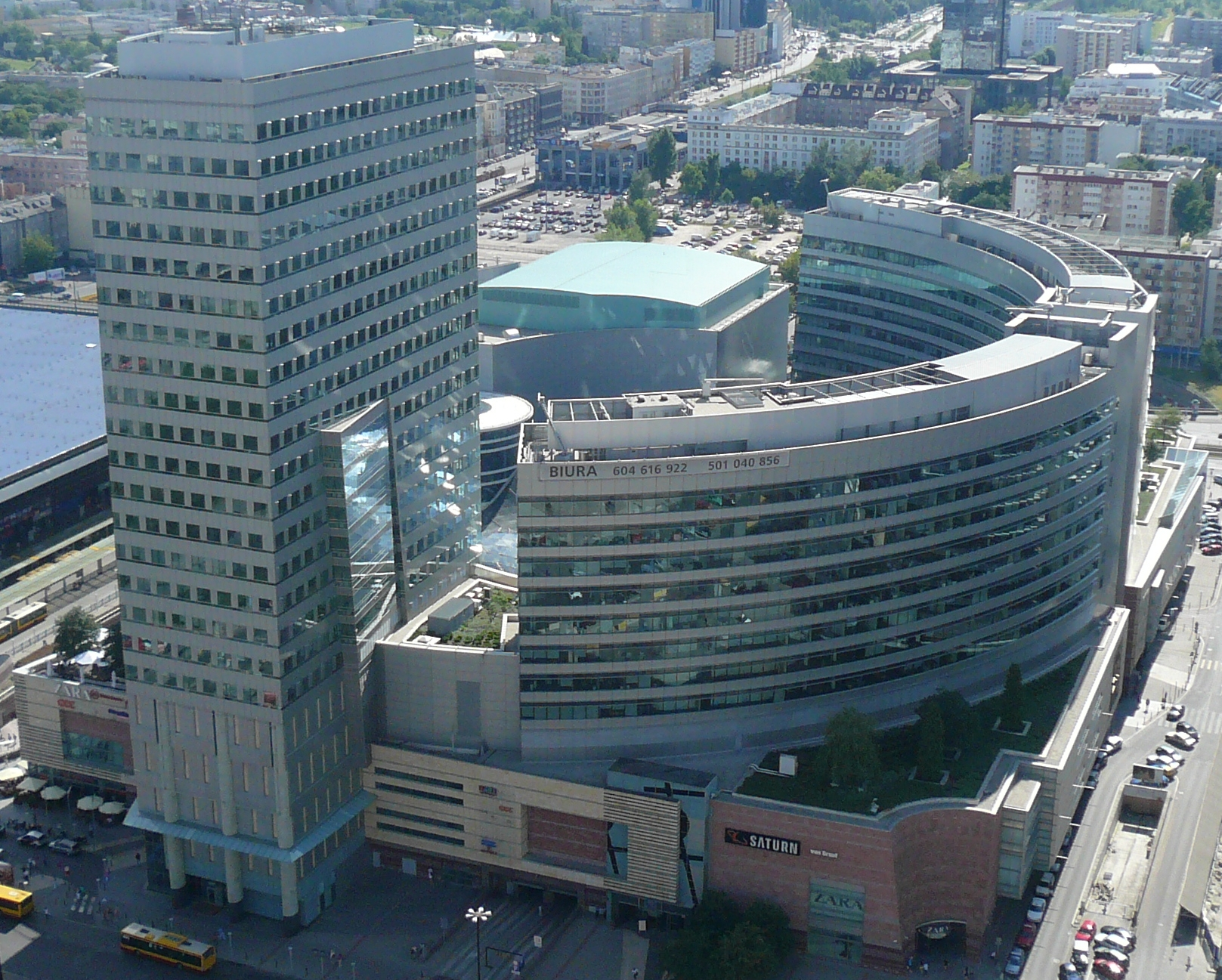
Die Złote Tarasy vom Kulturpalast aus gesehen, im Vordergrund der „Skylight“-Büroturm

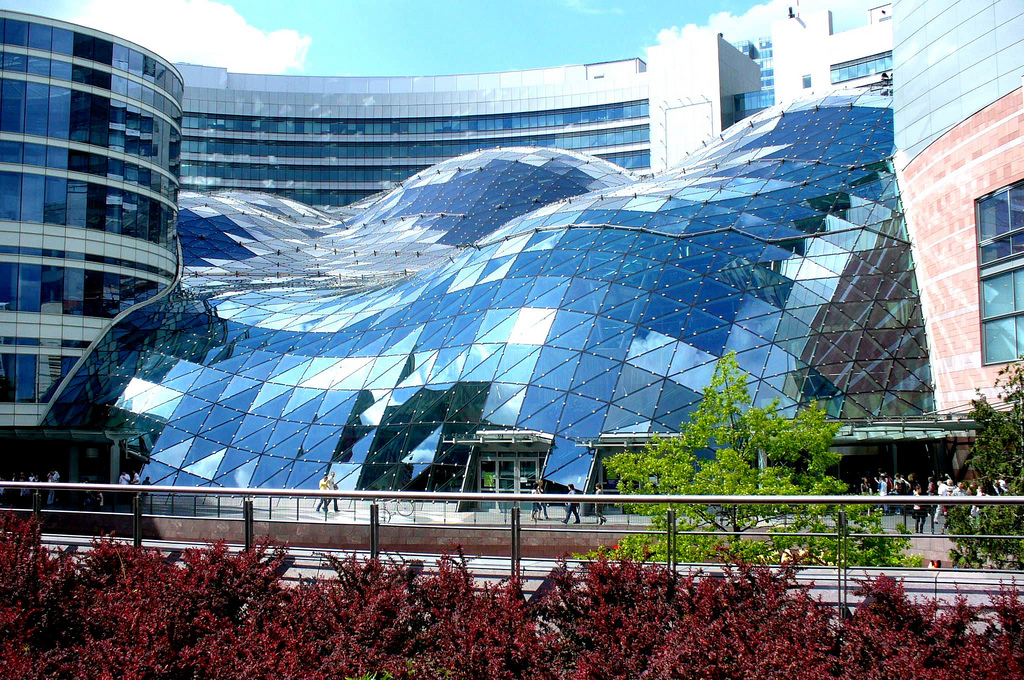
Die aufwändige Glasdachkonstruktion des Shopping-Bereiches, Blick vom Zentralbahnhof aus

Die Złote Tarasy (polnisch für „Goldene Terrassen“) sind ein multifunktionaler Gebäudekomplex in der Warschauer Innenstadt, der neben einem Einkaufszentrum auch zwei Bürogebäude und einen Unterhaltungs- und Fitnessbereich umfasst. Die mehrfach ausgezeichnete Anlage wurde im Februar 2007 nach fünfjähriger Bauzeit eröffnet und war das bislang teuerste Immobilienprojekt der polnischen Hauptstadt im 21. Jahrhundert. Die offizielle Adresse lautet Złota 59.

## Lage
Die Anlage bedeckt ein Gebiet, welches an drei Seiten von Straßen umgeben ist: der Johannes-Paul-II.-Allee, der kleinen Złota- sowie der Emilia-Plater-Straße. Angrenzend befinden sich im Norden der Daniel-Libeskind-Neubau Złota 44 und im Süden der Warschauer Zentralbahnhof. Der Bahnhof ist ebenerdig durch den Busbahnhof und unterirdisch durch eine Tunnelverbindung zwischen den jeweils ersten Untergeschossen mit dem Komplex verbunden. Der Kulturpalast befindet sich etwa 300 Meter nordostwärts.

## Bauwerk
Das Konzept zu den Złote Tarasy wurde von dem Architekturbüro The Jerde Partnership erstellt. Die Gesamtanlage beinhaltet 225.000 Quadratmeter Nutzfläche. Das Einkaufszentrum umfasst rund 200 Geschäfte und Restaurants auf einer Fläche von 63.500 Quadratmetern. Unter den Restaurants befindet sich ein zweistöckiges Hard Rock Cafe mit einer Fläche von 850 Quadratmetern und Platz für 300 Gäste sowie der erste Burger King Polens. Der von der Kette Multikino betriebene Kinokomplex besteht aus 8 Kinosälen mit rund 2.500 Sitzplätzen. Die zwei integrierten Bürogebäude Lumen und Skylight bieten 45.000 Quadratmeter Bürofläche und sind bis zu 105 Meter und 30 Stockwerke hoch. Die viergeschossige Tiefgarage bietet Stellplätze für bis zu 1600 Fahrzeuge.
Wahrzeichen und statisch anspruchsvoll ist das Glasdach des Einkaufsbereichs. Es besteht aus 4700 einzelnen Glaselementen, erstreckt sich in Wellenform über rund die Hälfte der Gesamtanlage und überspannt so den zentralen Innenhof des in Terrassenform angelegten, mehrstöckigen Shopping Centers. Die Anlage ist unter Verwendung von Sandstein, Granit, Pflanzen und Wasserelementen naturnah gestaltet.
Die Gesamtkosten des Bauwerks betrugen rund 500 Millionen Euro. Die Anlage bzw. deren Architekten wurden mit dem MAPIC Plaza Retail Future Project Award sowie dem MIPIM Architectural Review Future Project Award ausgezeichnet. Bereits vor Fertigstellung wurde das Gebäude im Discovery Channel vorgestellt.

## Baugeschichte
Die Entstehung der Złote Tarasy geht auf eine Absichtserklärung zwischen der Stadt Warschau und dem Entwickler im Jahr 1995 zurück. Der Bau war von vielen Problemen begleitet und die Fertigstellung der Anlage wurde so mehrfach verzögert. Das Gebäude wurde von der Złote Tarasy Sp. z o.o., einer Joint-Venture-Gesellschaft zwischen dem Mehrheitsgesellschafter ING Real Estate und dem Stadtbezirk Warszawa Śródmieście errichtet. Eine polnische Tochtergesellschaft der schwedischen Baufirma Skanska wurde als Generalunternehmer verpflichtet.
Der Baubeginn fand Ende des Jahres 2002 statt. Im Jahr 2004 mussten die Bauarbeiten für mehrere Monate unterbrochen werden, da eine vorgeblich umweltunterstützende Vereinigung (Stowarzyszenie Przyjazne Miasto) wie auch Angehörige der Familie Żółkowski, der das Baugrundstück vor dem Zweiten Weltkrieg gehörte, gegen den Bau geklagt hatten. Nachdem das folgende Verfahren zugunsten der Entwicklungsgesellschaft entschieden worden war, konnte die Bautätigkeit im Jahr 2005 fortgesetzt werden. Der ursprünglich geplante Fertigstellungstermin im Herbst 2005 konnte nicht mehr eingehalten werden. Infolge des Rechtsstreites und der Bauunterbrechung wollte die Stadt im Herbst 2004 ihren Anteil an der Entwicklungsgesellschaft für 57 Millionen Złoty an den Partner verkaufen. Im Jahr 2005 kam es im Rahmen des Multiscreen-Kinoprojektes zu einer weiteren Bauverzögerung und im Jahr 2006 führten Bauprobleme zu einer erneuten Verschiebung des Fertigstellungstermins. Im Februar 2007 konnte das Einkaufszentrum schließlich eröffnet werden. Die Oberbürgermeisterin von Warschau, Hanna Gronkiewicz-Waltz, würdigte in ihrer Ansprache anlässlich der Eröffnung die Bedeutung der Investition für die Neugestaltung der Umgebung und die Schaffung von rund 2000 Arbeitsplätzen.
Derzeitige Eigentümer des Komplexes sind Rodamco Europe B.V. und ING Real Estate Asset Management.